# Owls Head
Owls Head è un comune degli Stati Uniti d'America, situato nello Stato del Maine, nella contea di Knox.